# 瑞克叙
瑞克叙（法語：Juxue，法語發音：[ʒyksy]）是法国大西洋比利牛斯省的一个市镇，属于巴约讷区。

## 地理
瑞克叙（43°14'9"N, 1°2'46"W）面积15.17 平方千米，位于法国新阿基坦大区大西洋比利牛斯省，该省份为法国东南部省份，涵盖了贝阿恩与北巴斯克，西临大西洋比斯開灣，北至朗德省，东北接热尔省，东临上比利牛斯省，南与西班牙接壤。
与瑞克叙接壤的市镇（或旧市镇、城区）包括：阿朗叙斯、比尼、拉瑟沃-阿罗斯-锡比茨、奥斯塔巴特-阿斯姆、帕戈勒、圣瑞斯特-伊巴尔。
瑞克叙的时区为UTC+01:00、UTC+02:00（夏令时）。

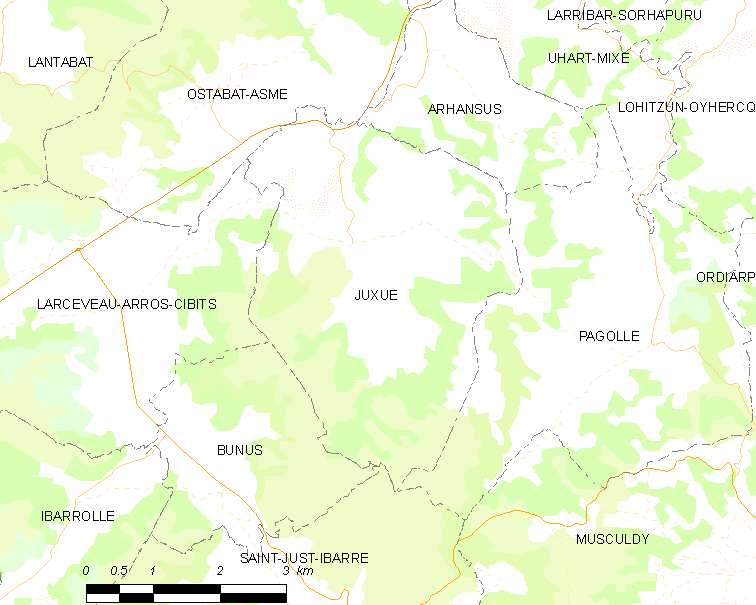
瑞克叙的OSM定位图

## 行政
瑞克叙的邮政编码为64120，INSEE市镇编码为64285。

## 政治
瑞克叙所属的省级选区为比达什地区-阿米库塞-奥斯蒂巴尔县。

## 人口

1962-2008年间瑞克叙人口变化图示

瑞克叙于2022年1月1日时的人口数量为200人。